# Малмшьопинг
Малмшьопинг (на шведски: Malmköping) е град в централна Швеция, лен Сьодерманланд, община Флен. Намира се на около 120 km на югозапад от столицата Стокхолм и на 60 km на северозапад от Нюшьопинг. Получава статут на търговски град (на шведски шьопинг) през 1785 г. В Малмшьопинг има музей на трамваи. Населението на града е 2248 жители, по приблизителна оценка от декември 2017 г.